# G 174-14
G 174-14 is een witte dwerg in het sterrenbeeld Perseus met een spectraalklasse van DAZ9. De ster met schijnbare magnitude 15,7 bevindt zich 35,44 lichtjaar van de zon.